# Schweißstromquelle

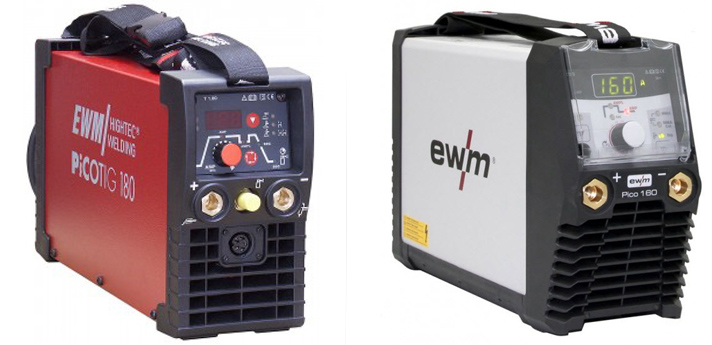
Elektronische Schweißstromquellen (Schweißinverter)

Eine Schweißstromquelle dient zur Erzeugung des für das Lichtbogenschweißen benötigten hohen elektrischen Stroms. Die einfachste Schweißstromquelle ist ein Schweißtransformator in Form eines kurzschlussfesten Streufeldtransformators, der Wechselstrom liefert. Bei Schweißstromquellen, die Gleichstrom liefern, wird dieser Transformator zusätzlich durch einen Gleichrichter ergänzt.
Elektronische Schweißstromquellen – spezielle Formen von Wechselrichtern, die auch als „Schweißinverter“ bezeichnet werden – benötigen keinen Streufeldtransformator, sondern benutzen elektronische Verfahren ähnlich einem Schaltnetzteil.

## Schweißtransformator
Im Schweißtransformator wird der Wechselstrom des Netzes mit hoher Spannung und niedriger Stromstärke in einen Wechselstrom mit niedriger Spannung und hoher Stromstärke umgewandelt, wie er beim Schweißen benötigt wird.
Die Vorwahl des maximalen Schweißstromes erfolgt durch Anzapfungen an der Primärspule des Netztransformators. Vielfach wird auch ein bewegliches Joch zwischen der Sekundär- und der Primärspule verwendet, wodurch sich der Schweißstrom durch den magnetischen Nebenschluss einstellen lässt.
Es handelt sich bei Schweißtransformatoren um Streufeldtransformatoren. Seine Strom/Spannungs-Kennlinie ist sanft fallend und bei Spannung Null (Kurzschluss) fließt etwas mehr als der eingestellte Schweißstrom. Die Leerlaufspannung ist um 50 Volt, es besteht also keine Gefahr, einen Stromschlag zu bekommen.
Kleine Schweißtransformatoren für 2 bis 4 kW beziehungsweise einen Schweißstrom von 50 bis 125 Ampere wiegen bereits über 30 kg. Mit dem Aufkommen der Inverter-Schweißgeräte sind diese schweren Geräte vom Markt verschwunden.

## Schweißgleichrichter
Ein Schweißgleichrichter wandelt Dreiphasenwechselstrom (Drehstrom) in Gleichstrom zum Schweißen um.

Symbol: Transformator und Gleichrichter

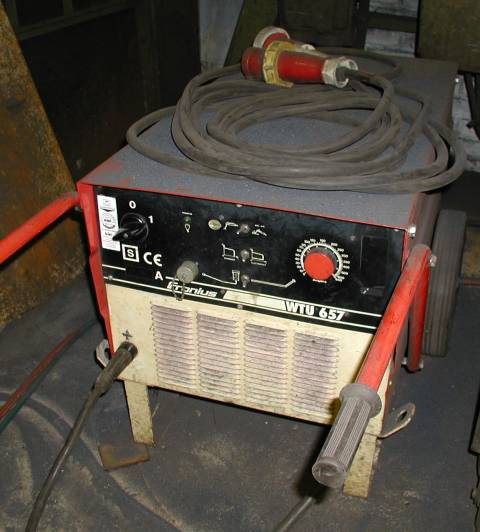
Schweißstromquelle mit Schweißgleichrichter zum Lichtbogenhandschweißen

Er besteht aus einem Netztransformator mit Strombegrenzung sowie einem nachgeschalteten Gleichrichter. Der Gleichrichter wandelt den Wechselstrom in Gleichstrom um. Nur so kann der Drehstrom zum Schweißen verwendet werden. Darüber hinaus ist in vielen Fällen Gleichstrom besser zum Schweißen geeignet als Netzwechselstrom. Durch die Versorgung aus dem Drehstromnetz sind wesentlich höhere Leistungen erreichbar als im Einphasenbetrieb. Die Restwelligkeit ist geringer (4 % gegenüber fast 50 % bei Wechselstrom).

Eine nachgeschaltete Glättungsdrossel dient zur Verringerung der Restwelligkeit und bestimmt entscheidend die Schweißeigenschaften, zum Beispiel das Zünden des Lichtbogens und die Spritzerbildung. Sie hält den Strom auch dann kurzzeitig aufrecht, wenn die Lichtbogenspannung höher als die der Schweißstromquelle ist.

## Schweißumformer
Schweißumformer bestehen aus einem Elektromotor, in der Regel mit Dreiphasenwechselstrom betrieben, der einen regelbaren Gleichstromgenerator über eine Welle antreibt. Diese Geräte wurden hauptsächlich in der Zeit gebaut, als leistungsfähige Elektronik noch nicht verfügbar war. Umformer zeichneten sich durch eine geringe Oberwelligkeit aus, aber sie sind durch die mechanischen Bauteile störanfälliger und wartungsintensiver als Schweißgleichrichter. Mit aufkommender Leistungselektronik verschwanden diese Geräte vom Markt. Sie hielten sich jedoch noch einige Zeit in der oberen Leistungs- bzw. Stromklasse oder – aus der Oberleitung gespeist – bei der Wartung von Straßenbahnnetzen. Durch die rotierenden Bauteile sind diese Geräte lauter als moderne Schweißgleichrichter.
Neben den reinen Umformern gibt es Kombinationsgeräte, bei denen wahlweise der Generator über einen Elektromotor oder einen Verbrennungsmotor angetrieben wird. Sie sind für den Baustelleneinsatz konzipiert und können bei nicht ausreichend dimensionierter Stromversorgung verbrennungsmotorisch betrieben werden. Dabei sind sie allerdings lauter als im Elektrobetrieb.
Geräte, bei denen der Generator ausschließlich verbrennungsmotorisch betrieben wird, werden jedoch umgangssprachlich ebenfalls als Umformer bezeichnet.

## Verbrennungsmotorisch betriebene Schweißstromquellen
Für den Baustelleneinsatz, bei dem kein oder kaum ausreichender Stromanschluss existiert, gibt es verbrennungsmotorisch betriebene Schweißgeräte. Bei ihnen treibt ein Verbrennungsmotor, bei großen Geräten fast immer ein Dieselmotor, einen Generator an. Praktisch immer wird ein Gleichstromgenerator verwendet, der sich durch seine fallende Kennlinie zum Elektrodenhandschweißen eignet. Durch den Verbrennungsmotor sind die Geräte sehr laut.
Außerdem sind Stromerzeuger auf dem Markt, die neben der üblichen Netzspannung von 230/400 V auch noch einen Anschluss mit niedrigerer Spannung und regelbarem Strom zum Schweißen besitzen.

## Schweißinverter
Der Schweißinverter ist eine elektronische Schweißstromquelle. Inverterschweißgeräte werden für alle Lichtbogenschweißverfahren wie Elektroden-, MIG/MAG-, Plasma- und Wolfram-Inertgasschweißen gebaut. Die Geräte werden je nach Leistung ein- oder dreiphasig an das Stromnetz angeschlossen. Das Grundprinzip eines Inverters entspricht einem Schaltnetzteil. Die Netzspannung wird zuerst gleichgerichtet, mit Hilfe von Leistungshalbleitern mit einer Frequenz zwischen 20 kHz und 150 kHz zerhackt und über einen relativ kleinen Transformator auf eine geringere Spannung transformiert. Anschließend muss der Schweißstrom mit Hilfe geeigneter Dioden gleichgerichtet werden.
Die Baugröße von Transformatoren gleicher Leistung ist etwa umgekehrt proportional zu ihrer Arbeitsfrequenz; je höher also die Frequenz ist, desto kleiner und leichter kann der Transformator und das gesamte Schweißgerät gebaut werden.
Der Wirkungsgrad von Inverter-Schweißgeräten ist besser als der anderer Schweißstromquellen. Durch die höhere Arbeitsfrequenz können stark dynamische Schweißprozesse deutlich besser geregelt werden. Außerdem sind diverse Komfortfunktionen realisierbar:
AntistickKurz vor dem Kurzschluss gibt die Anlage den eingestellten Maximalstrom ab, was das Anheften/Anschweißen und Ausglühen der Elektrode verhindert.
Arc-Force-SteuerungElektronische Regelung des Lichtbogens, die den eingestellten Stromwert kontinuierlich automatisch erhöht, wenn der Lichtbogen kürzer wird. Die Lichtbogenleistung wird nahezu konstant gehalten.
Hot-StartVerhindert durch kurzzeitige Überhöhung des eingestellten Schweißstromes das Klebenbleiben der Stabelektrode und wärmt den Schweißnahtanfang schneller auf.